# Кравчук, Сергей Анатольевич
Серге́й Анато́льевич Кравчу́к (род. 27 августа 1960, пос. Центральный, Топкинский район, Кемеровская область, РСФСР, СССР) — выборный муниципальный служащий, мэр города Хабаровска с 25 сентября 2018 года. Член Генерального Совета партии «Единая Россия».

## Биография
Родился в 1960 году в посёлке Центральный, Топкинский район, Кемеровская область.
Трудовую деятельность начал с работы на Топкинском механическом заводе «Сибтензоприбор». 
В период с ноября 1978 по ноябрь 1980 года, проходил службу в рядах Советской Армии в пограничных войсках на острове Сахалин. Непосредственно после демобилизации, приступил к работе на шахте «Макаровская», расположенной в Сахалинской области. 
В 1991 году окончил факультет «Теория социально-политических отношений» при Дальневосточном социально-политическом институте.
С 1997 года работает в администрации Хабаровска, устроившись на должность начальника отдела эксплуатации жилищного фонда. Занимал пост председателя комитета по управлению Индустриальным районом, замглавы управления ЖКХ и эксплуатации жилфонда при администрации Хабаровска.
В 2001 году окончил Дальневосточную академию госслужбы, где изучал муниципальное и государственное управление.
Начиная с 2010 года, последовательно замещал должности заместителя мэра города - председателя комитета по управлению Южным округом и вице-мэра города Хабаровск - первого заместителя мэра города по экономическим вопросам.
В 2017 году назначен вице-мэром Хабаровска.
7 марта 2025 Следственный комитет инициировал проверку правомерности выдачи жилищных сертификатов в связи с информацией в СМИ и соцсетях о получении соцвыплат на приобретение квартиры мигрантами.

### Выборы мэра Хабаровска
9 сентября 2018 года — шестые выборы мэра Хабаровска на 5 лет:
- от «Единой России» вице-мэр Хабаровска Сергей Кравчук[7] — 39,97 %
- от КПРФ предприниматель Максим Кукушкин — 23,85 %
- от ЛДПР краевой депутат Сергей Безденежных — 20,86 %
- от «СР» предприниматель Никита Михалёв — 9,95 %
- самовыдвиженец — Алексей Ворсин — зарегистрирован, снят по суду
- самовыдвиженец — зам.директора ООО «Региострой» Сергей Елизаров — зарегистрирован, снялся с выборов
- самовыдвиженец — управляющий ТСЖ «Ришувил» Андрей Савельев — отказался до регистрации
- от «Социал-демократической партии России» — зам.директора ООО «Хабаровск-Телеком» Сергей Романов — отказ в регистрации
- от Парнас — депутат городской думы Хабаровска Евгений Смолькин — зарегистрирован, снялся с выборов
- от партии «Национальный курс» — предприниматель, оператор ООО «Азия Лес» Армен Хачатрян — отказ в регистрации

Явка — 31,81 %
9—10 сентября 2023 года — двухдневное голосование по выборам мэра Хабаровска (1 и 7, соответственно) на 5 лет:
- от «Единой России» действующий мэр города Сергей Кравчук — 45,42 %
- от «СР» экс-председатель Хабаровской гордумы Михаил Сидоров – 33,20 %
- от КПРФ зам. руководителя Россельхознадзора по Хабаровскому краю и ЕАО Александр Чупров – 9,20 %
- от «Новых людей» портфельный менеджер АТБ Вениамин Стельмах — 4,97 %
- от РПСС пенсионер Николай Сингур — 1,81 %
- самовыдвиженец — Абдухамид Саидов — 1,21 %
- от партии «Родина» временно неработающий Виктор Ротарь — 1,01 %
- самовыдвиженец — предприниматель Евгений Бондаренко — отказ в регистрации
- самовыдвиженец — бизнес-аналитик Наталья Павловна — отказ в регистрации
- самовыдвиженец — педадог доп. образования Леонид Сунгоркин — отказ в регистрации
- самовыдвиженец — помощник депутата Олег Цой — отказ в регистрации
- самовыдвиженец — зам. директора по админ.-хозяйственной части Дмитрий Шабунин — отказ в регистрации
- самовыдвиженец — помощник начальника караула 1 пожарно-спасательной части (1 разряда, по охране г. Хабаровск) Андрей Шулепов — отказ в регистрации

Явка — 26,66 %

### Мэр Хабаровска
С 25 сентября 2018 года — мэр Хабаровска.
Церемония инаугурации нового мэра Хабаровска прошла 25 сентября 2018 года.
В 2018 году вошел в состав Генерального Совета партии «Единая Россия». Член партии «Единая Россия».
Был переизбран на новый срок в сентябре 2023 года, набрав более 45 % голосов избирателей.

## Семья
Женат. Имеет двоих детей.

## Награды и звания
- Медаль «За заслуги в проведении Всероссийской переписи населения». 
  - С 7 сентября 2010 года медаль не является государственной наградой Российской Федерации[12].
- Медаль «За отличие в ликвидации последствий чрезвычайной ситуации» (МЧС России)
- Медаль «Участнику борьбы со стихией на Амуре» (Минобороны России)
- Благодарственное письмо Президента Российской Федерации